# Julie Renault
Julie Renault est une actrice et marionnettiste québécoise, originaire de Rouyn-Noranda en Abitibi-Témiscamingue. Elle est également directrice générale et artistique du Théâtre du Tandem.

## Biographie
Diplômée de l’Option-Théâtre du Collège Lionel-Groulx (promotion 2012), Julie Renault participe à plusieurs projets de théâtre jeunesse et de marionnette, dont le spectacle pour adolescent Les Zurbains et Guerre et paix. Elle est l’auteure de la pièce La quête du nombril. Elle participe à plusieurs productions musicales et théâtrales en Abitibi-Témiscamingue, soit Noranda-nord, Les filles Lafaille, Ma noranda et La craque.

## Théâtrographie
- 2013-2014: Ma Noranda - Festin déambulatoire, réalisation Alexandre Castonguay[2].
- 2014 : Guerre et Paix, d'après Léon Tolstoï, texte de Louis-Dominique Lavigne, mise en scène Antoine Laprise, coproduction Le Théâtre du Sous-marin jaune et Le Théâtre de Quartier[5]
- 2015-2017 : Guerre et Paix : Marionnettes de l’histoire, texte de Louis-Dominique Lavigne, assisté de Loup bleu et mise en scène d'Antoine Laprise[6]
- 2016-2017 : Starshit, texte de Jonathan Caron et Julie Renault et mise en scène de Luc Bourgeois[7]
- 2017 : Ti-Marc (le grand!) : En quête de soi, texte de Cédric Landry et mise en scène de Eudore Belzile[1]

## Cinéma
- 2014 : La Petite Reine, réalisation Alexis Durand-Brault[8]

## Courts Métrages
- 2015 : Écho, réalisation Vincent Wilson, scénario Louis-Philippe Tremblay et Vincent Wilson, production VW Productions

## Télévision
- 2021 : 5e rang (série télévisée) : Kim Bérubé (changement d'actrice)[9]